# Hallo Dienstmann
Hallo Dienstmann ist eine Verwechslungskomödie des Wiener Films mit Hans Moser und Paul Hörbiger rund um einen echten und einen falschen Dienstmann.

## Handlung
Der Musikprofessor Ferdinand Godai geht als Dienstmann Nr. 106 auf einen Maskenball, auf dem er seine geschiedene Frau Susi trifft, die ihn zurückhaben will. Auf demselben Ball flirtet der Pianist Alexander Lischka mit Hansi Scheidl und stellt sich ihr als Sohn eines angesehenen und einflussreichen Diplomaten vor.
Am nächsten Morgen holt der Dienstmann Anton Lischka Gaby Brandstätter vom Südbahnhof ab. Da das Gepäck Gabys zu viel für Lischka ist, engagiert dieser kurzerhand den bereits stark angeheiterten Godai, der sich in einem nahegelegenen Wirtshaus zum Frühschoppen befindet, und gemeinsam transportieren sie die Koffer und Kisten nach Hause. Dort kämpfen beide mit einer großen Holzkiste (eine der berühmtesten Szenen der österreichischen Filmgeschichte). Godai wird in Gabys Wohnung vom Schlaf übermannt und verliert seine Zigarettendose.
Am nächsten Tag tritt Gaby Brandstätter ihre Stelle im Konservatorium als Assistentin Godais an, erkennt ihn aber zunächst nicht als den falschen Dienstmann. Daraufhin entspinnt sich um die verlorene Zigarettendose ein amüsantes Katz-und-Maus-Spiel, in dessen Rahmen Lischka bemerkt, dass er einem falschen Dienstmann aufgesessen ist. Er schwört furchtbare Rache.
Susanne Godai sieht die Romanze zwischen Godai und Gaby mit Sorge und beginnt eine Intrige, an deren Ende sie selbst als Verliererin dasteht.
Bei der Semesterschlussaufführung – das Singspiel „Hallo Dienstmann“ steht auf dem Programm – kann der „Dienstmann“ vor Lampenfieber nicht auftreten und Godai muss seine Rolle übernehmen. Lischka, der der Hauptdarstellerin Hansi Blumen überreichen soll, stürmt auf die Bühne, um den falschen Dienstmann dingfest zu machen. Nachdem der Irrtum aufgeklärt wurde, singen beide das berühmte Schlusslied „Hallo Dienstmann“.

## Der Dienstmann – Hans Mosers Lebensrolle
Der Film Hallo Dienstmann ist eine Reminiszenz auf Hans Mosers berühmten Sketch Der Dienstmann aus den 1920er Jahren. Paul Hörbiger, der schon als junger, unbekannter Schauspieler Hans Moser in Heinrich Eisenbachs Budapester Orpheum bewunderte, hatte die Idee zu einem Lustspiel, das Moser noch einmal die Gelegenheit bot, in seine populärste Rolle zu schlüpfen.
Nachdem er Anfang der 1920er Jahre auf diversen Cabaret- und Varietébühnen mit Solonummern wie Ich bin der Hausmeister vom Siebenerhaus oder Der Patient (aus der Feder Fritz Löhner-Bedas) erste Erfolge als Charakterkomiker verzeichnen konnte, schrieb sich Hans Moser mit dem Sketch Der Dienstmann nicht nur seine Lebensrolle, sondern schuf damit einige längst in den österreichischen Sprachgebrauch übergegangene Redewendungen:
- „Auf gebaut kommt´s net an.“
- „Wie nehmen mir ihm denn?“
- „Mit´n Untergriff“

Keines dieser Zitate wurde später in den Film Hallo Dienstmann übernommen.
Hans Mosers Sketch Der Dienstmann wurde zweimal verfilmt. Erstmals 1928 im Tri-Ergon-Verfahren in Berlin (verschollen), ein zweiter Kurzfilm entstand 1932 unter der Regie Adolf Rosens in Wien. Einen weiteren Filmauftritt als Dienstmann hatte Hans Moser in dem Stummfilm Die Familie ohne Moral (1927). Doch schon 1906 spielte er seine erste Dienstmann-Rolle in Bernhard Buchbinders Posse Der Schusterbub.
Als Franz Antel bei Paul Hörbiger anfragte, ob er nicht eine Idee für einen Film mit ihm und Moser habe, nannte er ihm seine eigene Szenerie, die von den Nazis abgelehnt worden war: Ein echter Dienstmann trifft auf einem Gemeindeball auf einen als Dienstmann verkleideten Herrn. Hörbiger schlug als Filmtitel Hallo Dienstmann vor. So wurde der Film, wie den Programmheften zu entnehmen ist, „nach einer Idee von Paul Hörbiger“ gedreht.
Der Film wurde ab Ende Oktober 1951 im Atelier Wien-Schönbrunn produziert. Die Außenaufnahmen entstanden in Wien und Umgebung. Die Bauten schuf Felix Smetana, die Produktionsleitung lag in den Händen von Carl Hofer. Die Welturaufführung erfolgte am 18. Januar 1952 im Elmo Kino, dem 1950 erbauten ersten Großkino der Stadt Salzburg. In Wien hatte der Streifen am 8. Februar 1952 Februar Premiere. Sowohl Hörbiger als auch Moser kamen dafür persönlich ins Löwenkino, wo ihnen eindrückliche Ovationen entgegengebracht wurden.

## Die Kofferszene – eine Anekdote
Große Popularität erlangte der Film „Hallo Dienstmann“ auch über den Umweg der Anekdote, vor allem durch die freie Nacherzählung der sogenannten „Kofferszene“.
Im Jahre 1979 schrieb der österreichische Autor Georg Markus in der von ihm verfassten Paul-Hörbiger-Autobiographie „Ich hab für euch gespielt“:
Da gibt es eine, heute schon klassische Szene, in der Moser und ich den verzweifelten Versuch unternehmen, einen scheinbar tonnenschweren Koffer die Stiegen hinaufzuschleppen. Ich sage laut Drehbuch: »Geh, sag, wo is denn a so a schwerer Koffer besser zum Tragen – vorn oder hinten?« Darauf Fachmann Moser, in gewohnt grantigem Tonfall: »Na, hinten natürlich, da is er ja leichter.« Und während die Kamera läuft, fällt mir das Extempore ein: »Na, weißt was, Kollege, dann nehm ma ihn doch beide hinten.« Der Hans hat daraufhin furchtbar lachen müssen, und wenn man den Film heute anschaut, sieht man noch genau, wie er an dieser Stelle das Lachen erfolglos zu unterdrücken versucht.

## Kritiken
- „Hallo, Dienstmann“, ein österreichisches Lustspiel, will nichts als zwei Stunden lang anspruchslos unterhalten, und dieser Zweck wird vollkommen erreicht, ohne daß sich selbst der künstlerisch anspruchsvollere Kinobesucher ärgern muß. – Filme der Woche. In: Arbeiter-Zeitung. Wien 10. Februar 1952, S. 6.

- „Anspruchsloses Verwechslungslustspiel, dessen Reiz allein in der für Paul Hörbiger und Hans Moser typischen Komik liegt.“ – Lexikon des internationalen Films[3]

- "Lustspiel in bekannt weinseligem Wiener Stil. Leichtfertige Eheauffassung." – 6000 Filme. Kritische Notizen aus den Kinojahren 1945 bis 1958. Handbuch V der katholischen Filmkritik, 3. Auflage, Verlag Haus Altenberg, Düsseldorf 1963, S. 175.